# 1922年3月13日月食
1922年3月13日月食为一次在协调世界时1922年3月13日出現的半影月食。該次月食半影食分為0.157、全影食分為-0.824。

## 概述
這次月食的食分是11.49。

## 基本參數
- 類型：半影月食
- 食甚資料：
  - 日期：1922年3月13日
  - 時間：11:28
  - 月球位置：赤經11.49度、赤緯1.7度
  - 食分：半影食分：0.157、全影食分：-0.824

## 外部連結
- NASA月食專頁（页面存档备份，存于）（英文）